# Министерство культуры, спорта и туризма Республики Корея
Министерство культуры, спорта и туризма Республики Корея (Южной Кореи)(МКСТ) является центральным государственным ведомством, отвечающим за сферы туризма, культуры, искусства, религии и спорта. Оно состоит из двух вице-министров, трех помощников министра, одной комиссии, и более 60 подразделений. Общая численность персонала около 2200 человек.
Вспомогательные объекты, такие как Национальный музей, Национальный театр и Национальная библиотека находятся в подчинении у министерства.

## Цели
Основными задачами MKCT являются:
- Обучение корейского народа, содействие культурного и творческого роста граждан[2]
- Создания общества, где работа и отдых сбалансированы[3]
- Создание динамической нации, в которой представлены различные местные культуры[4]
- Повышение информированности общественности о национальной повестке дня через связи с общественностью[5]
- Улучшение качества жизни граждан путём поддержки культурных событий и мероприятий, спорта, туризма и религиозной деятельности[6]

## История
Министерство культуры и туризма было первоначально подведомством Министерства образования, созданного в 1948 году. Позже Министерство транспорта создало отдел туризма. Министерство информации было создано в 1961 году для управления делами искусства и культуры. Министерство культуры и информации стало Министерством культуры в 1990 году.
В 1993 году Министерство культуры было интегрировано с Министерством молодежи и спорта и стало называться Министерством культуры и спорта. В 1998 году в рамках усилий реорганизации правительства, Министерство культуры и спорта было заменено Министерством культуры и туризма.